# Osztrák sárkányfű
Az osztrák sárkányfű (Dracocephalum austriacum) az árvacsalánfélék családjába tartozó, fokozottan veszélyeztetett növény. 

## Megjelenése

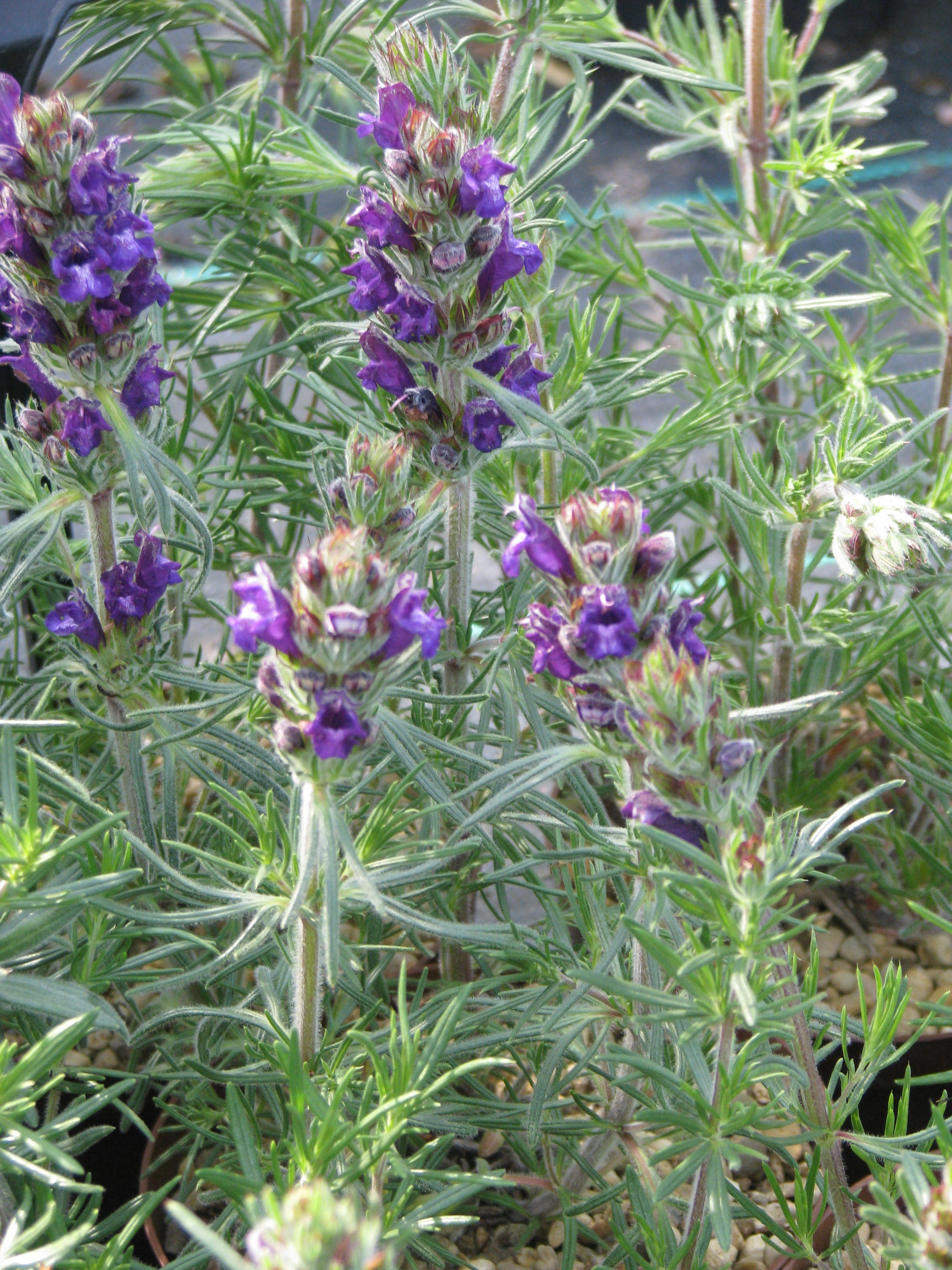

Az osztrák sárkányfű 10–40 cm magas évelő növény, lágyszárú vagy félcserje. Hajtásai egyenesek felállóak vagy felegyenesednek, a levelek sűrűn helyezkednek el rajtuk. Szára szögletes, finoman gyapjas-szőrös. Alsó levelei épek, a felsők 3-7 szálkás csúcsú sallangra szeldeltek.
Május-júniusban virágzik. Virágzata füzért alkot. A kétoldalian szimmetrikus, ajakos virág eléggé nagy, 3,5–4 cm (ritkán 5) hosszú. Szirmai lilák (sötét ibolyaszínűek), kívül molyhosak. A kitáguló cső alakú párta ferdén felfelé áll, a felső ajka  boltozatos, széle kicsípett.
Termése 3 mm-es, barna makkocska. Kromoszómaszáma 2n=14.
Magyarországon még egy sárkányfű-faj fordul elő, az északi sárkányfű (Dracocephalum ruyschiana), de az kopasz vagy alig szőrös, levelei nem szálkás hegyűek és virága ritkán haladja meg a 2 cm-t.  

## Elterjedése
Elterjedési területe viszonylag nagy, a Pireneusok keleti részétől az Alpokon és Kárpátokon keresztül egészen a Kaukázusig terjed, de nincsenek nagy összefüggő populációi, állományai helyiek, szigetszerűek. Magyarországon korábban tíz állományát tartották nyilván, ebből kilenc mára kipusztult, csak az Aggteleki-karszton fordul még elő, ahol nyolc helyről ismert. Élőhelyét, a Szőlősardó melletti Zabanyik-hegyet kiemelten ezen faj megőrzése miatt  nyilvánították védetté.

## Életmódja

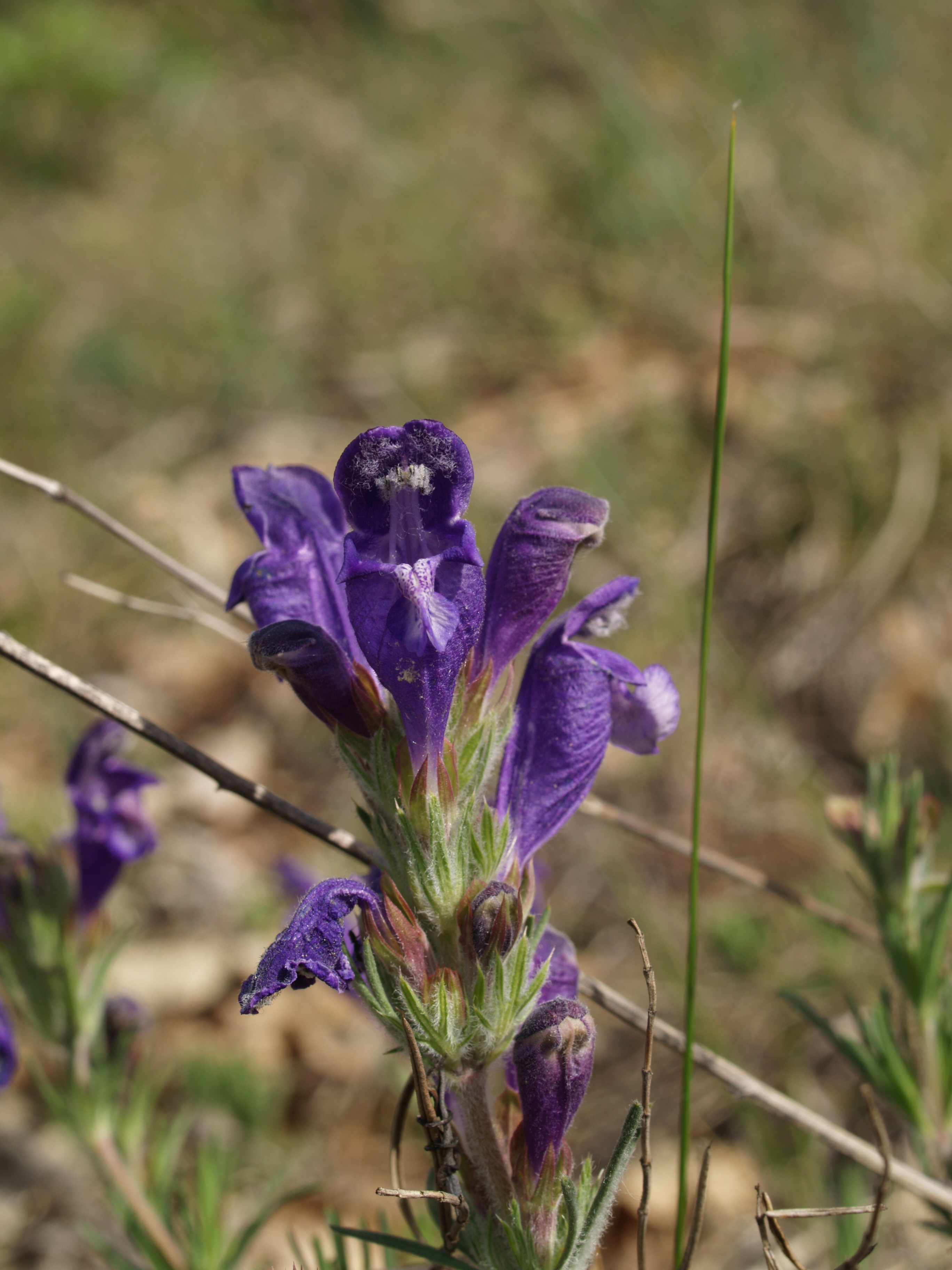

Mészkősziklagyepekben, sziklafüves hegyoldalakon, sztyeppréteken és homokpusztagyepekben fordul elő. Fényigényes, a meleg, meszes talajt kedveli. Április első felében hajt ki, majd május-júniusban virágzik, jellemzően május közepén. Kedvezőtlen időjárás esetén a szára elszárad, csak alsó rügyei maradnak meg. A kikelése utáni első évben csak rendkívüli esetben virágzik, többnyire csak szárat fejleszt és növekszik. Virágzásra a második vagy harmadik évben kerül sor először. Rovarok, elsősorban poszméhek porozzák be. Megfigyelték, hogy az idősebb poszméhek, nem bújnak be a virágba, hanem azt alul kirágva jutnak a nektárhoz. Termése júniusban érik, de a benne lévő négy magból többnyire csak 1-2 csíraképes. Inkább vegetatívan szaporodik, sarjtelepeit ősz elején fejleszti.
Magyarországon fokozottan védett, természetvédelmi értéke 250 000 Ft.